# كريستيان والتون
كريستيان والتون (بالإنجليزية: Christian Walton)‏ (9 نوفمبر 1995 بترورو في المملكة المتحدة - ) هو لاعب كرة قدم بريطاني في مركز حراسة المرمى. شارك مع منتخب إنجلترا تحت 19 سنة لكرة القدم ومنتخب إنجلترا تحت 20 سنة لكرة القدم. أما مع النوادي، فقد لعب مع برايتون أند هوف ألبيون ونادي بوري ونادي بليموث أرجايل.

## وصلات خارجية
- كريستيان والتون على موقع الاتحاد الأوربي (الإنجليزية)
- كريستيان والتون على موقع قاعدة بيانات كرة القدم.إي يو (الإنجليزية)
- كريستيان والتون على موقع Soccerbase.com (لاعب) (الإنجليزية)
- كريستيان والتون على موقع Soccerway.com (الإنجليزية)
- كريستيان والتون على موقع عالم كرة القدم.نت (الإنجليزية)